# Cathleen Tschirchová
Cathleen Tschirchová (* 23. července 1979, Drážďany, Sasko) je německá atletka, sprinterka, jejíž specializací je běh na 100 a 200 metrů.
Na mistrovství světa v atletice 2007 v Ósace skončila v běhu na 200 metrů v prvním čtvrtfinálovém běhu na posledním, osmém místě. V roce 2008 reprezentovala na letních olympijských hrách v Pekingu, kde doběhlo německé kvarteto ve finále na pátém místě.
O rok později vybojovala na mistrovství světa v Berlíně společně s Marion Wagnerovou, Anne Möllingerovou a Verenou Sailerovou bronzovou medaili ve štafetě na 4 x 100 metrů v čase 42,87 s. Čtvrté Rusky, za které finišovala Julija Čermošanská ztratily na Němky třináct setin sekundy.